# Conosia
Conosia es un género de dípteros nematóceros perteneciente a la familia Limoniidae.

## Especies
- Contiene las siguientes especies:
- C. angustissima Alexander, 1927
- C. insularis Alexander, 1942
- C. irrorata (Wiedemann, 1828)
- C. malagasya Alexander, 1921
- C. minuscula Alexander, 1958
- C. minusculoides Alexander, 1975
- C. principalis Edwards, 1934
- C. thomensis Edwards, 1934